# Isamar Hernández
Ángela Isamar Hernández Moreno también conocida como Isa Moreno, es una escritora y guionista venezolana, dedicado al género de las telenovelas. Ha escrito telenovelas para las cadenas RCTV y Venevisión, posteriormente a principios de los años 90 se incorpora al equipo de trabajo de la productora independiente Capitalvision International Corporation. Luego a mediado de los 90 vuelve a trabajar para Venevisión. Actualmente trabaja para la cadena Telemundo.

## Historias originales
- Sin vergüenza (Telemundo 2007)
- Amor mío (Venevisión 1997)
- De mujeres (RCTV 1990)

## Adaptaciones
- El fantasma de Elena (Telemundo 2010) Original de Humberto 'Kiko' Olivieri
- El rostro de Analía (Telemundo 2008/09) Original de Humberto 'Kiko' Olivieri
- La tormenta (Telemundo 2005/06) Original de Humberto 'Kiko' Olivieri
- Prisionera (Telemundo 2004) Original de Humberto 'Kiko' Olivieri
- Guadalupe (Telemundo, TVE 1993/94) Original de Delia Fiallo
- Marielena (Telemundo, TVE 1992/93) Original de Delia Fiallo
- Estefanía (RCTV 1979) Original de Julio César Mármol

## Colaboraciones
- La tempestad (Televisa 2013) Original de Humberto 'Kiko' Olivieri (escrita por Liliana Abud y Mauricio Aridjis)